# Танненкирш
Танненки́рш (фр. Thannenkirch) — коммуна на северо-востоке Франции в регионе Гранд-Эст (бывший Эльзас — Шампань — Арденны — Лотарингия), департамент Верхний Рейн, округ Кольмар — Рибовилле, кантон Сент-Мари-о-Мин. До марта 2015 года коммуна административно входила в состав упразднённого кантона Рибовилле (округ Рибовилле).
Площадь коммуны — 4,6 км², население — 494 человека (2006) с тенденцией к снижению: 443 человека (2012), плотность населения — 96,3 чел/км².

## Население
Численность населения коммуны в 2011 году составляла 460 человек, а в 2012 году — 443 человека.
| 1962 | 1968 | 1975 | 1982 | 1990 | 1999 | 2006 | 2007 | 2008 | 2011 | 2012 |
| ---- | ---- | ---- | ---- | ---- | ---- | ---- | ---- | ---- | ---- | ---- |
| 402  | 395  | 396  | 367  | 336  | 446  | 494  | 501  | 488  | 460  | 443  |

Динамика населения:

## Экономика
В 2010 году из 304 человек трудоспособного возраста (от 15 до 64 лет) 233 были экономически активными, 71 — неактивными (показатель активности 76,6 %, в 1999 году — 77,8 %). Из 233 активных трудоспособных жителей работали 214 человек (116 мужчин и 98 женщин), 19 числились безработными (8 мужчин и 11 женщин). Среди 71 трудоспособных неактивных граждан 19 были учениками либо студентами, 35 — пенсионерами, а ещё 17 — были неактивны в силу других причин.
На протяжении 2011 года в коммуне числилось 197 облагаемых налогом домохозяйств, в которых проживало 459,5 человек. При этом медиана доходов составила 21614 евро на одного налогоплательщика.

## Достопримечательности (фотогалерея)

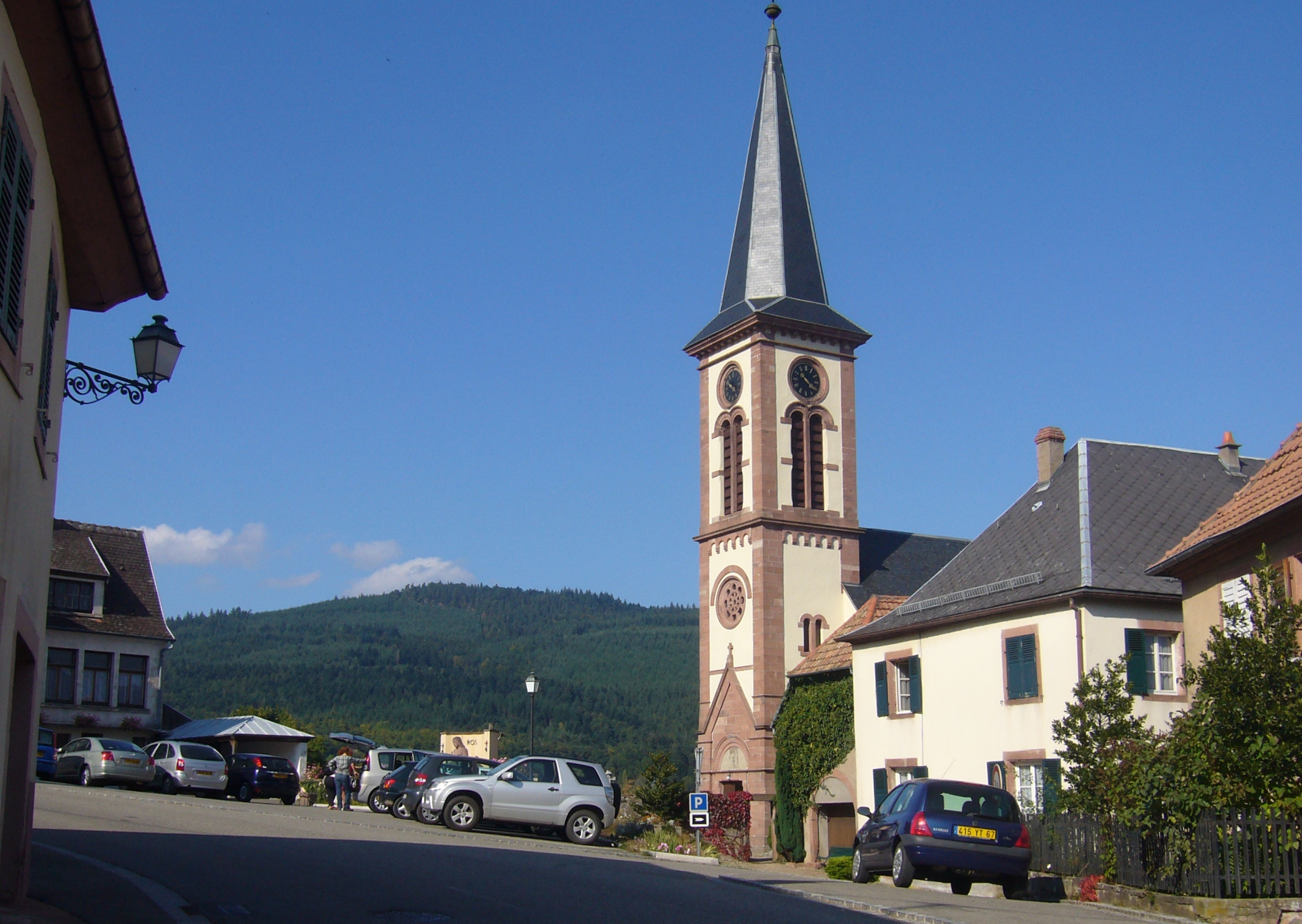
Церковь
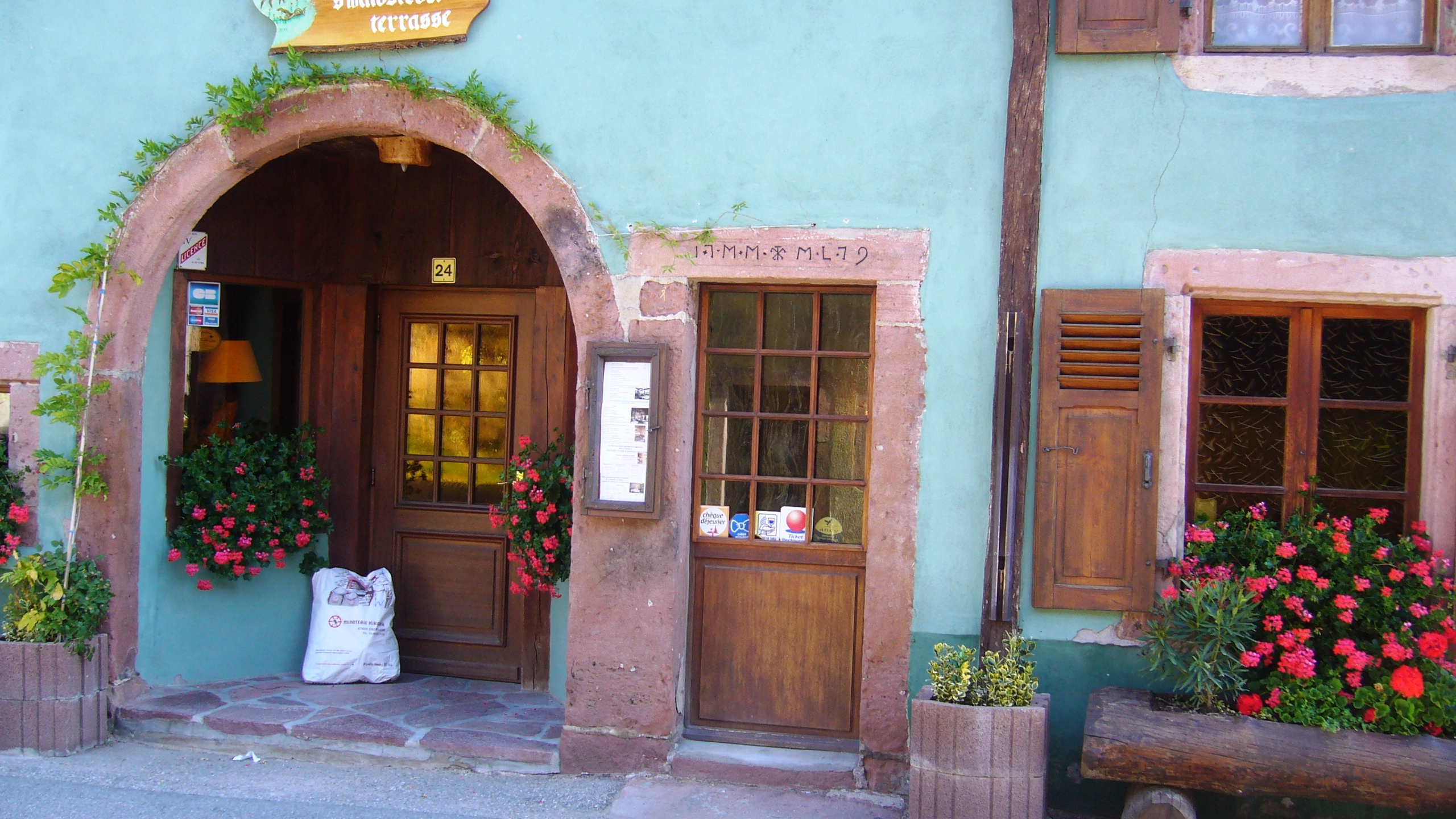
Дом (1779)
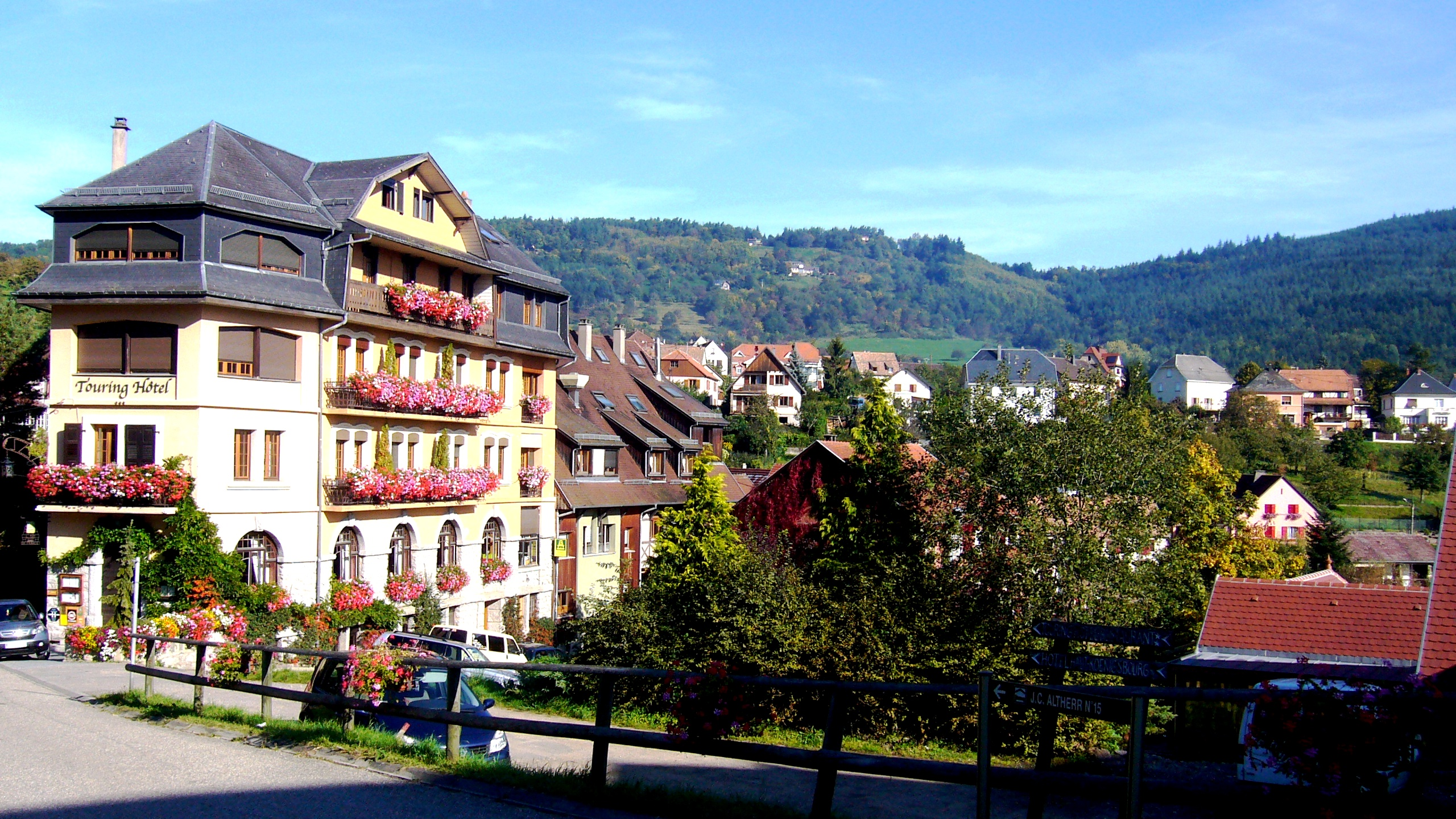
Центр
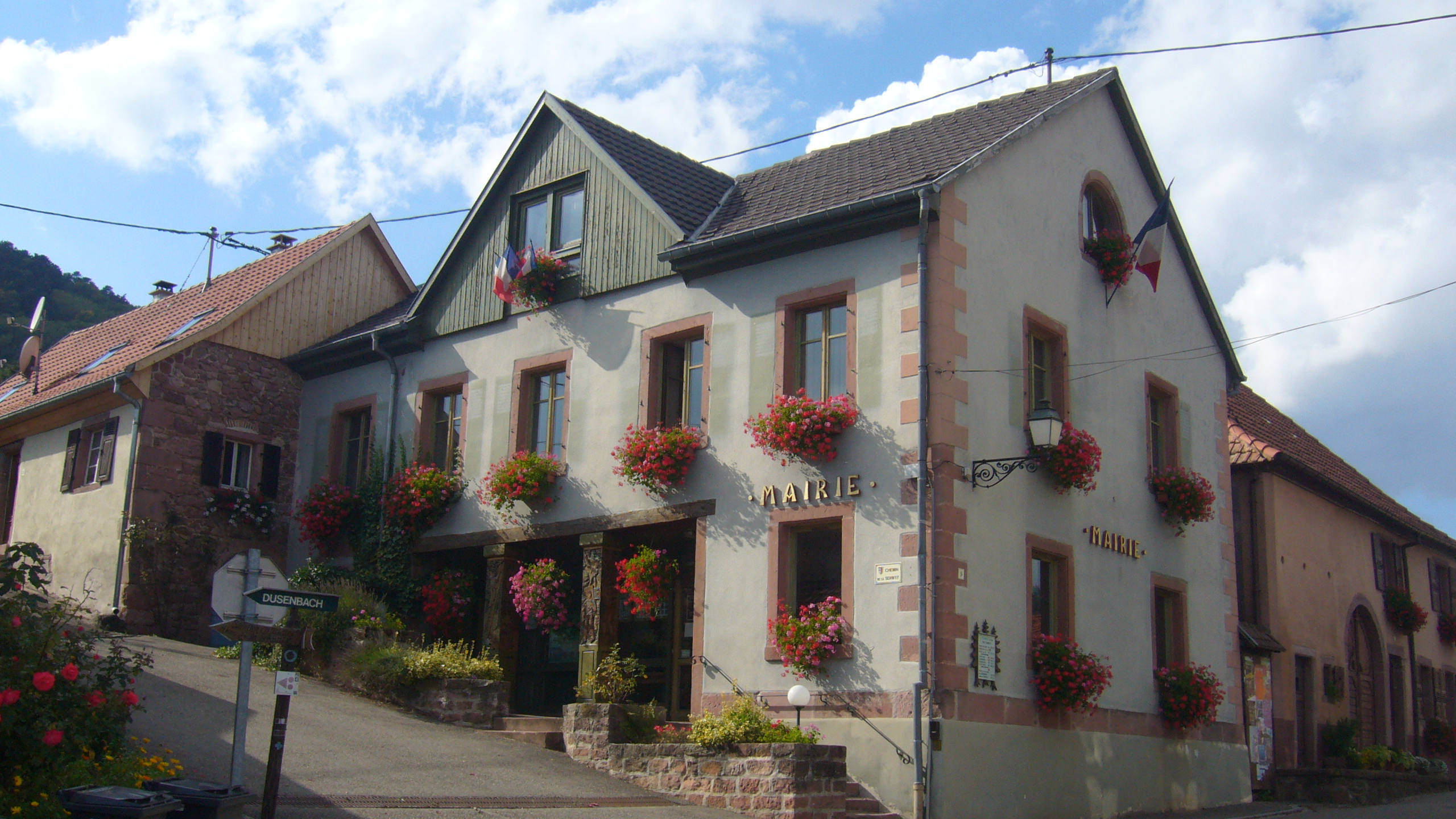
Здание мэрии